# Виннету (фильм)
«Виннету. Часть 1» (нем. Winnetou - 1. Teil) — художественный фильм 1963 года, экранизация романа «Виннету» Карла Мая. Второй фильм из одиннадцатисерийной экранизации книг Карла Мая про Виннету. На территории СССР вышел как первая серия двухсерийного фильма «Виннету — сын Инчу-Чуна» под названием «Хищники из Россвеля».
В США известен под названием «Apache Gold» («Золото апачей»).

## Сюжет
Вторая половина XIX века. США. Фредерик Сантер собирается построить железную дорогу на земле апачей. Немецкий геодезист Чарли по прозвищу «Олд Шаттерхенд» («старина Разбивающая Рука»), прозванный так за свои крепкие кулаки, раскрывает мошеннический план Сантера. Индеец Виннету отправляется в город белых на переговоры, но попадает в плен. «Шаттерхенд» спасает его и после сражения не на жизнь, а на смерть, становится побратимом индейца. Сестра Виннету — Нчо-Чи влюбляется в «Шаттерхенда», и хочет уехать с ним в Сент-Луис, но Сантер подкарауливает апачей и убивает её. После смерти вождя апачей — Инчу-Чуна, Виннету занимает его место.

## В ролях
- Лекс Баркер — «Олд Шаттерхенд» («старина Разящая Рука»)
- Пьер Брис — Виннету
- Марио Адорф — Фредерик Сантер
- Мари Версини — Нчо-Чи
- Уолтер Барнс — Билл Джонс
- Крис Хоуланд — лорд Джефферсон Туфф-Туфф
- Ральф Вольтер — Сэм Хоукинс
- Миливойе Попович-Мавид — Инчу-Чун
- Дуня Райтер — Бель
- Никса Стефанини — Вуллок
- Бранко Шпольяр — Бэнкрофт
- Хусейн Чокич — Уилл Паркер
- Карл Далл — гость в салуне
- Гойко Митич — апач
- Антун Налис — бармен Хикс
- Илия Ивезич — Хоакин
- Владо Крстулович — Харви
- Хрвое Швоб — Клеки-петра
- Ана Краньчец — Полнолуние
- Томислав Эрак — Тангуа

## Прокат в СССР
- В СССР фильм был впервые показан в 1965 году вместе с третьим фильмом серии в несколько сокращенном варианте. Экранное время двух серий составляло примерно 175 минут. Фильм посмотрело около 56 миллионов зрителей — рекорд 1965 года. Фильм вошёл в Список лидеров советского кинопроката.
- Дубляж на студии «Союзмультфильм» был выполнен такими актёрами, как Всеволод Ларионов (Виннету), Михаил Погоржельский (Шаттерхенд), Армен Джигарханян (Сантер), Борис Рунге (Хоукинс).

## Награды
- 1964 — «Золотой экран» (Golden Screen).[1]